# 村石宏實
村石宏實（むらいし ひろちか、1947年3月1日 - 2022年3月27日）は、日本の演出家・映画監督。別名は村名 宏美、村名 宏実、村石 ヒロチカ。
東京都出身。東京写真大学（現・東京工芸大学）卒。

## 人物・来歴
1967年、円谷プロダクションに入社し光学撮影部に配属、光学撮影スタッフとして『ウルトラマン』や『ウルトラセブン』に参加した。『怪奇大作戦』の終了後、番組制作が途切れた際に、特殊技術の大木淳吉から『快獣ブースカ』でチーフ助監督を務めていた大映テレビの松生秀二を紹介され、助監督に転向し『東京警備指令 ザ・ガードマン』へ参加。三船プロダクションや東映などで経験を積み、1973年に自主作品『OH!カオ』で監督デビューする。1974年には『電人ザボーガー』でテレビドラマの監督も務める。
また、東映制作の『Gメン'75』等のテレビ映画で助監督を務めている。
1993年に円谷プロで『電光超人グリッドマン』、1996年に東宝・テレビ東京で『七星闘神ガイファード』に参加したことが切っ掛けで、1996年に『ウルトラマンティガ』のオファーを引き受ける。
以降多くの特撮作品で活躍している。また、しばしば自らの監督作品に出演している。
顎髭がトレードマークで、それを弄るのが癖になっている。

### 作風
ドラマの監督という自意識があり、演出に於いては、登場人物たちを上手く動かして、次へ期待させる展開に持って行く流れを重視していた。そのため、作品ごとに演出のスタイルを変えるようなことはせず、プロデューサーや脚本家、役者陣が表現するものを1つに纏めて形にするスタンスを貫いた。

## エピソード
- 大学時代に進路を考えていたとき、高校時代の友人が『隠密剣士』の切られ役をやっており、その話を聞いて映像業界に興味を持った[5]。村石の母方の親戚が円谷プロダクションのある祖師ヶ谷大蔵で眼鏡・宝飾店を営んでいたことから、村石も円谷英二の妻マサノと対面する機会があり、ドラマ制作を志望していることを伝えたところ、後日円谷プロから連絡を受け入社することとなった[5]。円谷プロ入社時は撮影部を希望していたが、空きがなかったため光学撮影部へ入った[6][5]。しかし、撮影部を希望していたのはカメラマンが映画の撮影を仕切っているものだと誤解していたためで、現場に入って監督が中心だと理解してからは監督を目指すようになった[6][5]。
- チーフ助監督として参加した『鉄人タイガーセブン』では、終盤で監督に昇格するという確約を得ていたが、内藤誠が参加したことによりローテーションへ入れず、監督への昇格は次作『電人ザボーガー』へと持ち越された[6][5]。
- 『鉄人タイガーセブン』第7話では、オートバイに乗っていたことから、バイクに乗るオオカミ原人のスーツアクターを務めた[6]。
- 『ウルトラマンティガ』には第3話から参加したが、作品の方向性を示すことを心がけ、撮影前には演出方法を練り込まず、現場のセットや役者を見ながら、その場の閃きを重視したという[7]。
- 『ウルトラマンダイナ』で、自身が手掛けた回で一番印象に残った話に第25話と26話の「移動要塞（クラーコフ）浮上せず！前後編」を挙げており、メインの監督を小中和哉が手掛けていたため、前後編回を担当するとは想定していなかったものの、密室モノを含めた様々なスケールで展開されるストーリーに、緊張感のあるドラマが作れたと評価して、『ティガ』の時に装飾スタッフから脚本家に転職した長谷川圭一と再会できたのも嬉しかったと述べている[7]。
- 『ウルトラマンガイア』を撮り終えた後に一定の区切りを感じ、撮りたい気持ちは維持しつつ、以降は後進に譲る気持ちが強くなったという[7]。
- ウルトラシリーズでスーツアクターを務めた権藤俊輔は、村石からはキャラクターについての指示は一切なく、自分たちで熟考した演技プランを求められていたと証言している[8]。
- 『超星神グランセイザー』第1話には村石の孫が出演したほか、第50話には「Mr.ビレッジ」名義で声の出演をしている[1]。「ビレッジ」は助監督を三船プロでやっていたころに俳優のマネージャーにそう呼ばれていたことがあったが、後年のインタビューではそのようにクレジットされていたことは忘れていたという[1]。

## 監督

### テレビドラマ
- 電人ザボーガー（1975年）[注釈 4]
- まんがなるほど物語（1986年 - 1988年）[注釈 5]
- 新まんがなるほど物語（1988年 - 1989年）[注釈 6]
- 電脳警察サイバーコップ（1988年 - 1989年）
- B級ホラーWARASHI（1991年）
- 電光超人グリッドマン（1993年 - 1994年）
- 七星闘神ガイファード（1996年）
- 超星神グランセイザー（2003年 - 2004年）
- 幻星神ジャスティライザー（2005年）
- ウルトラシリーズ
  - ウルトラマンティガ（1996年 - 1997年）[注釈 7]
  - ウルトラマンダイナ（1997年 - 1998年）
  - ウルトラマンガイア（1998年 - 1999年）
  - ウルトラマンコスモス（2001年 - 2002年）
  - ウルトラマンマックス（2005年 - 2006年）
  - ウルトラマンメビウス（2006年 - 2007年）
  - ウルトラギャラクシー大怪獣バトル（2007年 - 2008年）
  - ウルトラギャラクシー大怪獣バトル NEVER ENDING ODYSSEY（2008年 - 2009年）

### 映画
- OH!カオ（1973年）
- 銀玉マサヤン（1992年）
- ウルトラマンティガ THE FINAL ODYSSEY （2000年）

### オリジナルビデオ
- ウルトラマンティガ外伝 古代に蘇る巨人（2001年）原案、監督・特技監督

## 出演
- 鉄人タイガーセブン 第7話（1973年） - オオカミ原人（スーツアクター）[6]
- 超星神グランセイザー 第50話（2004年） - 宇宙の意思ウオフ・マナフの声（Mr.ビレッジ名義[注釈 8]
- ウルトラマンマックス（2005年）
  - 第9話「龍の恋人」 - テレビクルー 役[4]
  - 第19話「扉より来たる者」 - 古代の村長 役[4]
  - 第29話「怪獣は何故現れるのか」 - マタギ 役[4]
- ウルトラマンメビウス 第13話「風のマリナ」（2006年） - マタギ 役[3]
- HE-LOW THE SECOND（2019年） - 風文字猛 / スライダー仮面1号 役